# 大月隆寛
大月 隆寛 （おおつき たかひろ、1959年〈昭和34年〉3月5日 - ） は、日本の民俗学者・評論家。元札幌国際大学人文学部教授。自称「暴力デブ太郎」。

## 経歴
1977年、兵庫県立西宮高等学校卒業。父親は早稲田大学・八幡製鉄所のラグビー選手であり、その影響もあり高校時代はラグビー部に所属していた。
1981年、早稲田大学法学部卒業。早稲田大学の法学部時代の同級生に浅羽通明がいる。1986年、成城大学大学院文学研究科博士後期課程単位取得満期退学。
東京外国語大学アジア・アフリカ言語文化研究所共同研究員、成城大学民俗学研究所研究員、財団法人民族学振興会研究員、国立歴史民俗博物館共同研究員の後、1989年東京外国語大学外国語学部日本語学科助手。
1984年頃、民俗学の新たな方向性を期して、大月は同じ研究者の佐藤健二のほか吉見俊哉、小川徹太郎、重信幸彦とともに「都市のフォークロアの会」を結成、80年代後半にかけて活動を行う。この会の活動を通じた『消えるヒッチハイカー──都市の想像力のアメリカ』（後出の著書の節を参照）の翻訳出版は、その後の「都市伝説」という用語の伝播に資している。
1991年には第一空挺団に、町山智浩（当時宝島編集者）と共に体験入隊して記事を書いている。
1993年10月、国立歴史民俗博物館民俗研究部社会伝承第一部門助教授。1997年3月、国立歴史民俗博物館を退職。職場に呼んでくれた人との軋轢が退職の原因だと語っている。
同年4月、国際日本文化研究センター客員助教授。2000年3月、国際日本文化研究センター客員助教授終了。2007年、札幌国際大学人文学部現代文化学科教授に就任するが、2020年6月に懲戒解雇となったため、同年8月、札幌地裁に地位保全と損害賠償を求める民事訴訟を起こす。2023年2月、一審札幌地裁で勝訴。同12月に和解成立し復職。2024年3月で定年退職。

## 年譜
- 1977年 兵庫県立西宮高等学校卒業
- 1981年 早稲田大学法学部卒業
- 1986年 成城大学大学院文学研究科博士後期課程単位取得満期退学
- 1984年 東京外国語大学アジア・アフリカ言語文化研究所共同研究員（1985年まで）
- 1985年 成城大学民俗学研究所研究員（1987年まで）
- 1987年 財団法人民族学振興会[注 1]研究員（1988年まで）
- 1986年 国立歴史民俗博物館共同研究員（1989年まで）
- 1989年 東京外国語大学外国語学部日本語学科助手
- 1990年 和光大学人文学部非常勤講師
- 1991年 法政大学第一教養部非常勤講師
- 1993年10月 国立歴史民俗博物館民俗研究部社会伝承第一部門助教授、和光大学非常勤終了、東京外国語大学外国語学部非常勤講師
- 1994年 東京大学教養学部非常勤講師、法政大学非常勤終了
- 1995年 東京外大非常勤終了
- 1996年 東大教養学部・和光大非常勤終了 聖心女子大学文学部非常勤講師
- 1997年 3月 国立歴史民俗博物館退職
- 1997年 4月 国際日本文化研究センター客員助教授
- 1998年 聖心女子大非常勤終了
- 2000年3月 国際日本文化研究センター客員終了
- 2007年 札幌国際大学人文学部現代文化学科教授
- 2020年6月 札幌国際大学を懲戒解雇
- 2023年12月 同大復職
- 2024年3月 定年退職

## 研究と評論活動
競馬評論や民衆文化、文学成立の時代習俗などをテーマに異色のフィールドワークを展開する。既存の民俗学には非常に批判的である。また、ジャン・ハロルド・ブルンヴァンの『消えるヒッチハイカー』を翻訳することで、「都市伝説」の概念を日本に紹介した。浅羽通明と共に、呉智英の思想的影響を受けている。早稲田大学法学部の同級生の浅羽とは80年代末から90年代初期にかけては非常に親密であった。当時の大月と浅羽は著書『少女民俗学』などの著者である大塚英志の「擬似民俗学的評論」を批判するなどしていた。漫画にも詳しく、『BSマンガ夜話』の司会を務めた。

## 「つくる会」への入会と除名
「新しい歴史教科書をつくる会」（以下、「つくる会」）には1996年の創会時に漫画家の小林よしのりへの共感から入会し、1998年2月には2代目の事務局長になったが、その翌年、会長の西尾幹二から解任される。神経症が原因での活動休止を経て療養した直後の脱退（除名勧告）であった。
大月は「つくる会」の活動が完全な右寄りになることを問題視しており、「つくる会」のシンポジウムにおいて「と学会からトンデモ史研究者（原田実）を呼ぶ」「イベントとして餅まきを行う」など、会側のイデオロギーからずれた活動を続けたことが問題視されたようである。

## 札幌国際大学の懲戒解雇問題
2007年から札幌国際大学で教授として教鞭を執っていたが、2020年6月29日に懲戒解雇処分を受けた。
大月自身の説明によると、同大学では2019年度から日本語能力が十分でない留学生の不適切な受け入れが指摘されていたが、前学長の城後豊や大月などが是正を求めて執行部と対立していたという。
大月によれば、留学生の受け入れに主導的な役割を果たした嶋貫和男は、文部科学省で前川喜平の側近であった。
大月は懲戒解雇処分は不当だとして札幌国際大学を相手取り教授としての地位の確認などを求めて提訴した。2023年2月16日、札幌地方裁判所は「解雇は合理的な理由を欠き、社会通念上相当でない」として、大月の請求を全面的に認めた。同年12月27日、札幌高等裁判所で和解が成立した。和解内容は明らかにされていない。

## 人物
- 阪神競馬場が自宅の近所にあったため、小学生時代から競馬好きとなった[23]。
- 田口ランディが金井美恵子『ページをめくる指』（2000年9月、河出書房新社）の書評を『週刊文春』に書くと、『サンデー毎日』12月17日号の「大月隆寛のハナマル書評通信簿」にて「皆の衆、よっく聞け。本日ただいま、田口ランディも速攻で金井美恵子の軍門に降った（笑）」「ネットから生れた新世代の才能、てなところがウリの田口ランディなるオバハン（でいいよな）は、何のこたあない、つまりは金井美恵子に代表される程度のいまどきのブンガクに速攻でシッポふりまくる、ヘタレでイナカモンで根性なしの古典的俗物」と論じた。

## 出演番組
- ナイトジャーナル（NHK総合）

## 著書

### 単著
- 『厩舎物語』日本エディタースクール出版部、1990年12月。ISBN 9784888881708。
  - 『厩舎物語』筑摩書房〈ちくま文庫〉、1999年5月。ISBN 9784480034809。
- 『民俗学という不幸』青弓社、1992年5月。ISBN 9784787230515。
- 『瓦礫の活字を踏みならし 乱調、このニッポンの歩き方』図書新聞、1994年8月。ISBN 9784886113054。
- 『いまどきの物言い』みうらじゅん絵、毎日新聞社、1995年3月。ISBN 9784620310374。
- 『無法松の影』毎日新聞社、1995年11月。ISBN 9784620310800。
  - 『無法松の影』文藝春秋〈文春文庫〉、2003年8月。ISBN 9784167656782。
- 『大月隆寛の無茶修行』 上巻、毎日新聞社、1996年2月。ISBN 9784620310947。
- 『大月隆寛の無茶修行』 下巻、毎日新聞社、1996年2月。ISBN 9784620310954。
- 『てやんでぇ！』本の雑誌社、1997年2月。ISBN 9784938463601。
- 『若気の至り』洋泉社、1997年4月。ISBN 9784896912562。
- 『顔あげて現場へ往け』青弓社、1997年6月。ISBN 9784787231390。
- 『もの書きがTVに出るということ NHK「ナイト・ジャーナル」をくぐりぬけて』新紀元社、1998年2月。ISBN 9784883176885。
- 『大月隆寛の大問答！』時事通信社、1998年3月。ISBN 9784788797475。
- 『不愉快な物言い』みうらじゅん絵、毎日新聞社、1999年3月。ISBN 9784620313191。
- 『歴史の消息について <いま・ここ>からの「歴史」を考える』洋泉社、1999年5月。ISBN 9784896913804。
- 『たてがみ三度笠』読売新聞社、1999年5月。ISBN 9784643990140。
- 『あたしの民主主義』毎日新聞社、2000年2月。ISBN 9784620314204。
- 『独立書評愚連隊』 天の巻、国書刊行会、2001年4月。ISBN 9784336043221。
- 『独立書評愚連隊』 地の巻、国書刊行会、2001年6月。ISBN 9784336043238。
- 『うまやもん 変わりゆくニッポン競馬の現場』現代書館、2004年8月。ISBN 9784768468807。
- 『全身民俗学者』夏目書房、2004年9月。ISBN 9784860620288。

### 編集
- 『田口ランディその「盗作=万引き」の研究』鹿砦社、2002年11月。ISBN 9784846304683。

### 監修
- 『腐っても「文学」!? 作家が知事になり、タレントが作家になる時代のブンガク論。』宝島社〈別冊宝島Real 017〉、2001年7月。ISBN 9784796623100。
- 中津競馬記録誌刊行会 編『中津競馬物語』不知火書房、2002年11月。ISBN 9784883450787。

### 共著
- 赤松啓介、上野千鶴子『猥談 近代日本の下半身』大月隆寛介錯、現代書館、1995年6月。ISBN 9784768466629。
- 呉智英、橋爪大三郎、大月、三島浩司『オウムと近代国家 市民はオウムを許容するか？』南風社、1996年5月。ISBN 9784931062115。
- ナンシー関、大月隆寛『地獄で仏』文藝春秋、1996年5月。ISBN 9784163515700。のち文庫
- 大月、ポケモン事件緊急取材班『ポケモンの魔力 子どもたちを魅了した「ポケモン」とは何か』毎日新聞社、1998年3月。ISBN 9784620312187。
- 大月、いしかわじゅん、岡田斗司夫、夏目房之介『松本大洋「花男」』キネマ旬報社〈キネ旬ムック マンガ夜話 vol.1〉、1998年9月。
- 大月、いしかわじゅん、岡田斗司夫、夏目房之介『萩尾望都「ポーの一族」 大島弓子「秋日子かく語りき」 岡崎京子「pink」』キネマ旬報社〈キネ旬ムック マンガ夜話 vol.2〉、1998年12月。ISBN 9784873765044。
- 大月、いしかわじゅん、岡田斗司夫、夏目房之介『つげ義春「紅い花」 江口寿史「すすめ!!パイレーツ」 岩明均「寄生獣」』キネマ旬報社〈キネ旬ムック マンガ夜話 vol.3〉、1999年3月。ISBN 9784873765099。
- 大月、いしかわじゅん、岡田斗司夫、夏目房之介『高橋留美子「めぞん一刻」 吉田秋生「桜の園」 上条淳士「To‐y」』キネマ旬報社〈キネ旬ムック マンガ夜話 vol.4〉、1999年5月。ISBN 9784873765136。
- 大月、いしかわじゅん、岡田斗司夫、夏目房之介『望月峯太郎「バタアシ金魚」 古谷実「行け!稲中卓球部」 士郎正宗「攻殻機動隊」』キネマ旬報社〈キネ旬ムック マンガ夜話 vol.5〉、1999年9月。ISBN 9784873765204。
- 大月、いしかわじゅん、岡田斗司夫、夏目房之介『井上雄彦「SLAM DUNK」 冨樫義博「幽☆遊☆白書」 武論尊/原哲夫「北斗の拳」』キネマ旬報社〈キネ旬ムック マンガ夜話 vol.6〉、1999年11月。ISBN 9784873765242。
- 和田秀樹、大月『完全無敵の老人学』講談社、2001年8月。ISBN 9784062108690。
- 『BSマンガ夜話 ニューウェーブセレクション』カンゼン、2004年11月。ISBN 9784901782364。
- （西村幸祐、中宮崇、宮島理、野村旗守共著）『マンガ 嫌韓流の真実！』宝島社〈宝島社文庫 596〉、2007年9月。ISBN 9784796660860。
- 朝倉喬司、山形浩生、小田嶋隆、与那原恵共著 『ニッポンの恥！ 電波芸者、なんちゃって政治家、セレブ言論人の品性』宝島社〈別冊宝島Real 075〉、2007年12月。ISBN 9784796660730。

### 共訳
- ジャン・ハロルド・ブルンヴァン 著、大月隆寛・菅谷裕子・重信幸彦 訳『消えるヒッチハイカー 都市の想像力のアメリカ』新宿書房、1988年10月。ISBN 9784880081168。
  - ジャン・ハロルド・ブルンヴァン 著、大月隆寛・菅谷裕子・重信幸彦 訳『消えるヒッチハイカー 都市の想像力のアメリカ』（新装版）新宿書房〈ブルンヴァンの「都市伝説」コレクション 1〉、1997年2月。ISBN 9784880082394。

### その他
- 別冊宝島133『裸の自衛隊!』（1991年 JICC出版局） - 「習志野空挺団体験入隊記」を体験に基づき執筆。